# Abell 2744

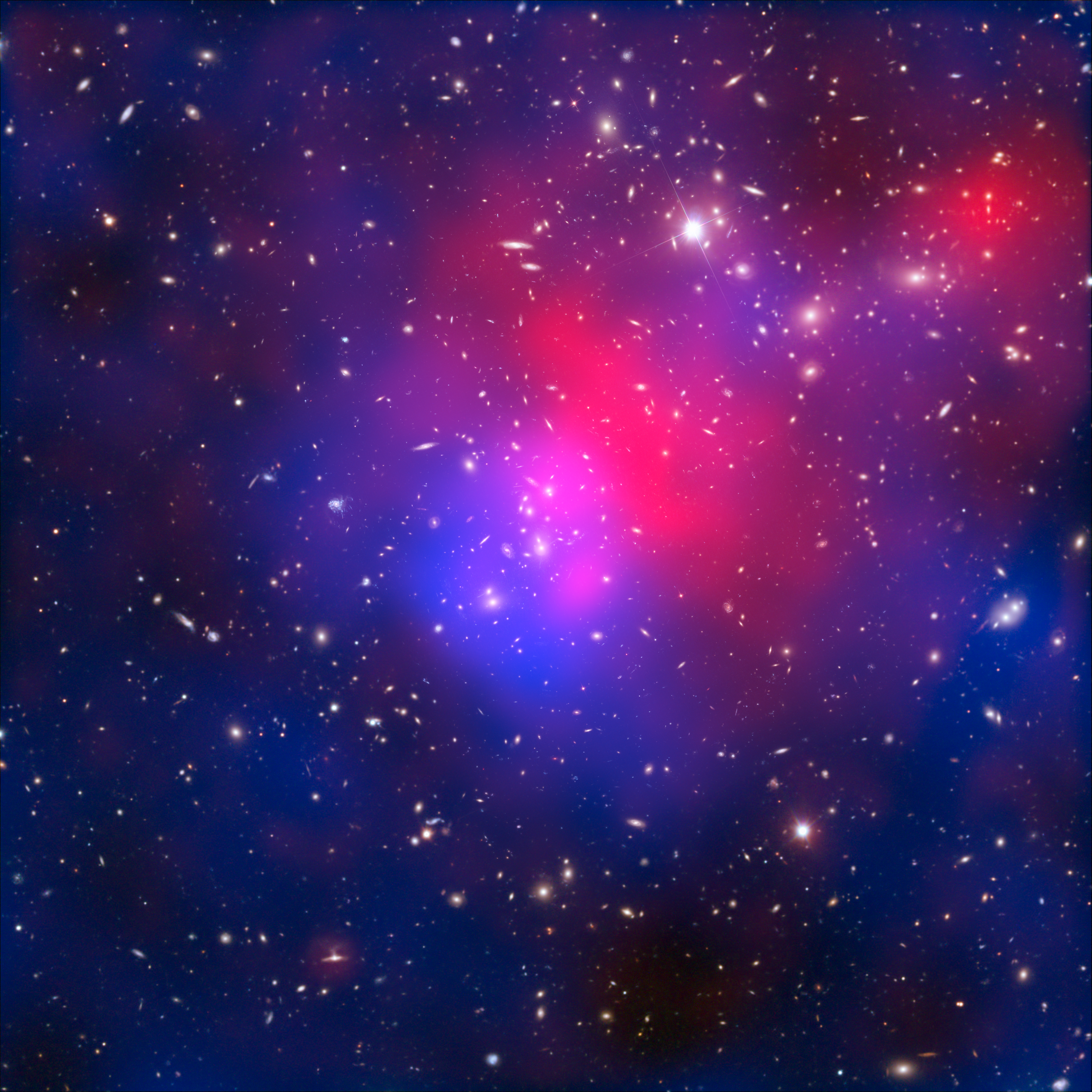
Die Galaxien in diesem Haufen machen weniger als fünf Prozent seiner Masse aus. Das Gas (etwa 20 Prozent) ist so heiß, dass es nur im Röntgenlicht leuchtet (in diesem Bild rot gefärbt). Die Verteilung der unsichtbaren dunklen Materie (die etwa 75 Prozent der Masse des Haufens ausmacht) ist hier blau gefärbt.

Abell 2744, auch genannt Pandoras Galaxienhaufen, ist ein Galaxienhaufen im Sternbild Bildhauer.
Das Licht von Abell 2744 braucht etwa 3 Milliarden Jahre (0,92 Gigaparsec) bis zur Erde. Die Masse des Galaxienhaufens beträgt vier Billiarden Sonnenmassen und der Durchmesser von Abell 2744 ist in etwa vier Millionen Lichtjahre. Durch die Schwerkraft in Abell 2744 wurden vor mehreren Milliarden Jahren alte Galaxien auseinandergerissen und Sterne darin ausgestoßen, die nun zwischen den Galaxien driften. Es wird geschätzt, dass das kombinierte Licht von etwa 200 Milliarden ausgestoßener Sterne etwa 10 Prozent zur Helligkeit des Haufens beiträgt. Mit Hilfe des Gravitationslinseneffekts konnte in Abell 2744 eine der entferntesten, schwächsten und kleinsten Galaxien entdeckt werden. Das winzige Objekt ist schätzungsweise mehr als 13 Milliarden Lichtjahre entfernt.
Entstanden ist Abell 2744 durch einen 350 Millionen Jahre dauernden Zusammenstoß von insgesamt mindestens vier kleineren Galaxienhaufen. Den Beinamen Pandoras Galaxienhaufen hat der Haufen bekommen, weil die Kollision viele verschiedene und teilweise seltsame Phänomene ausgelöst hat. Abell 2744 wurde mit dem Very Large Telescope, dem Subaru-Teleskop, dem Hubble-Weltraumteleskop und dem Röntgenteleskop Chandra untersucht.

## Bilder

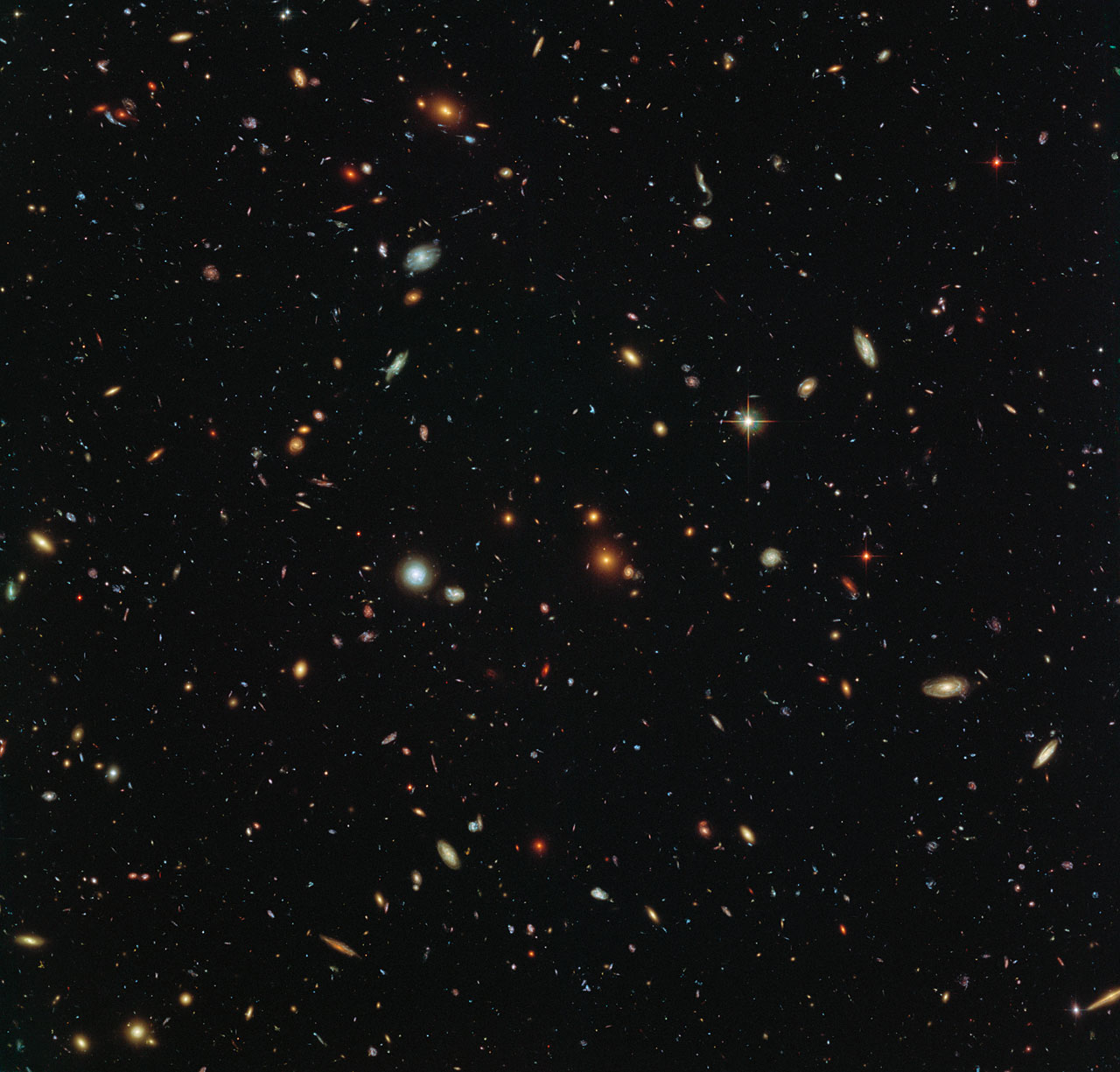
Riesengalaxienhaufen Abell 2744, beobachtet im Rahmen des Frontier-Fields-Programms.
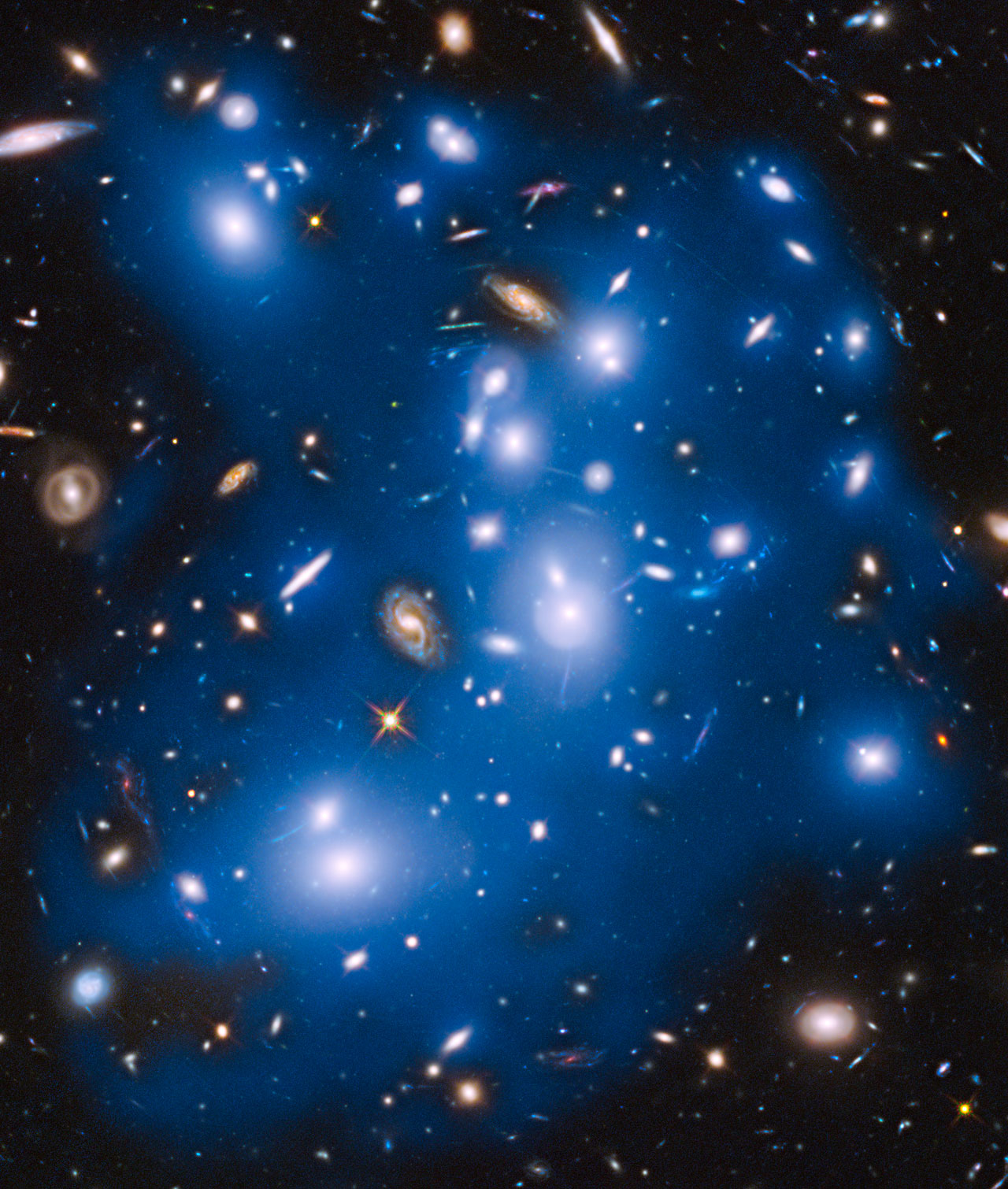
Die Galaxien, die nicht blau gefärbt sind, befinden sich entweder im Vorder- oder Hintergrund und sind nicht Teil des Galaxienhaufens.
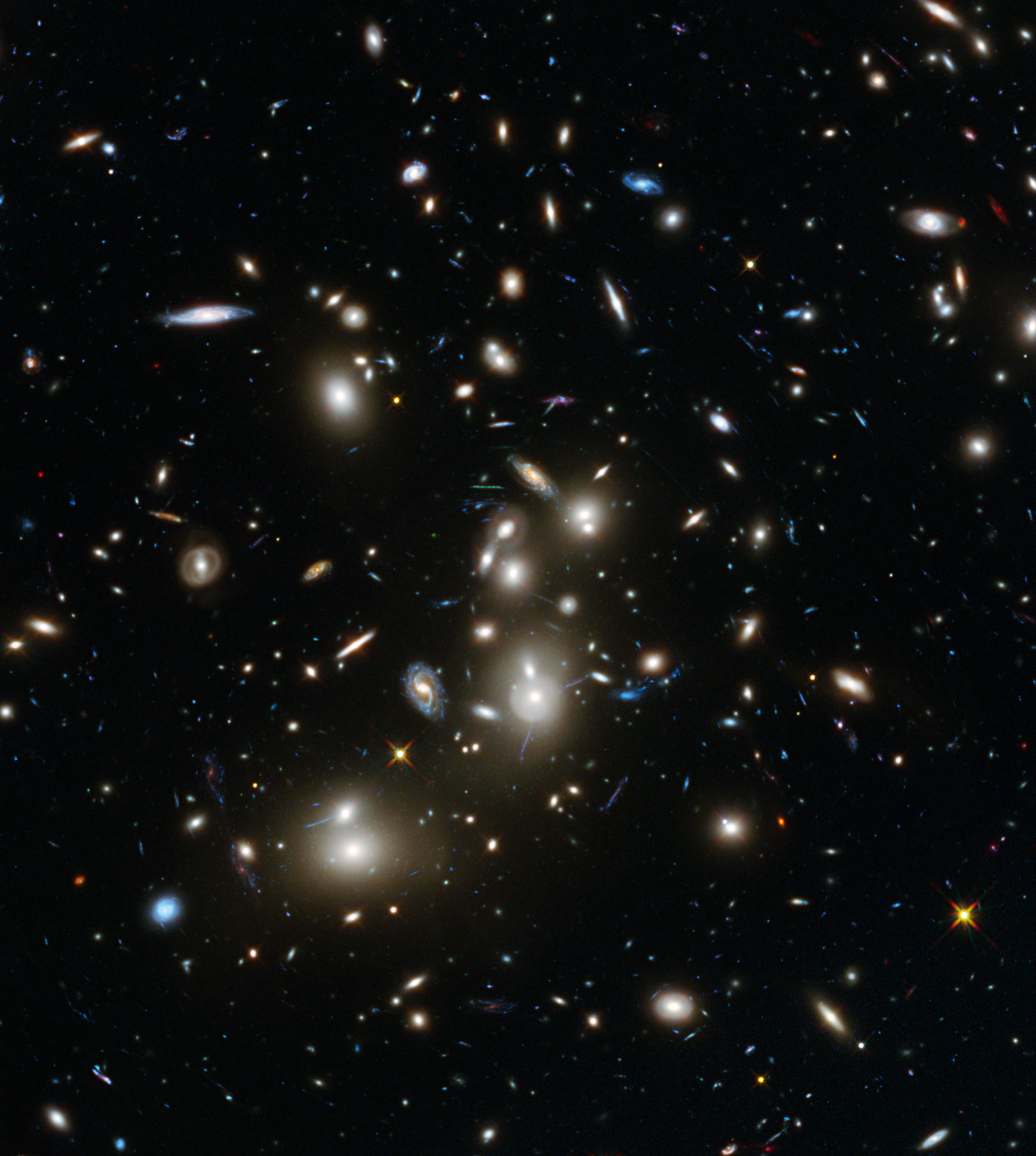
Galaxienhaufen Abell 2744 - Hubble Frontier Fields
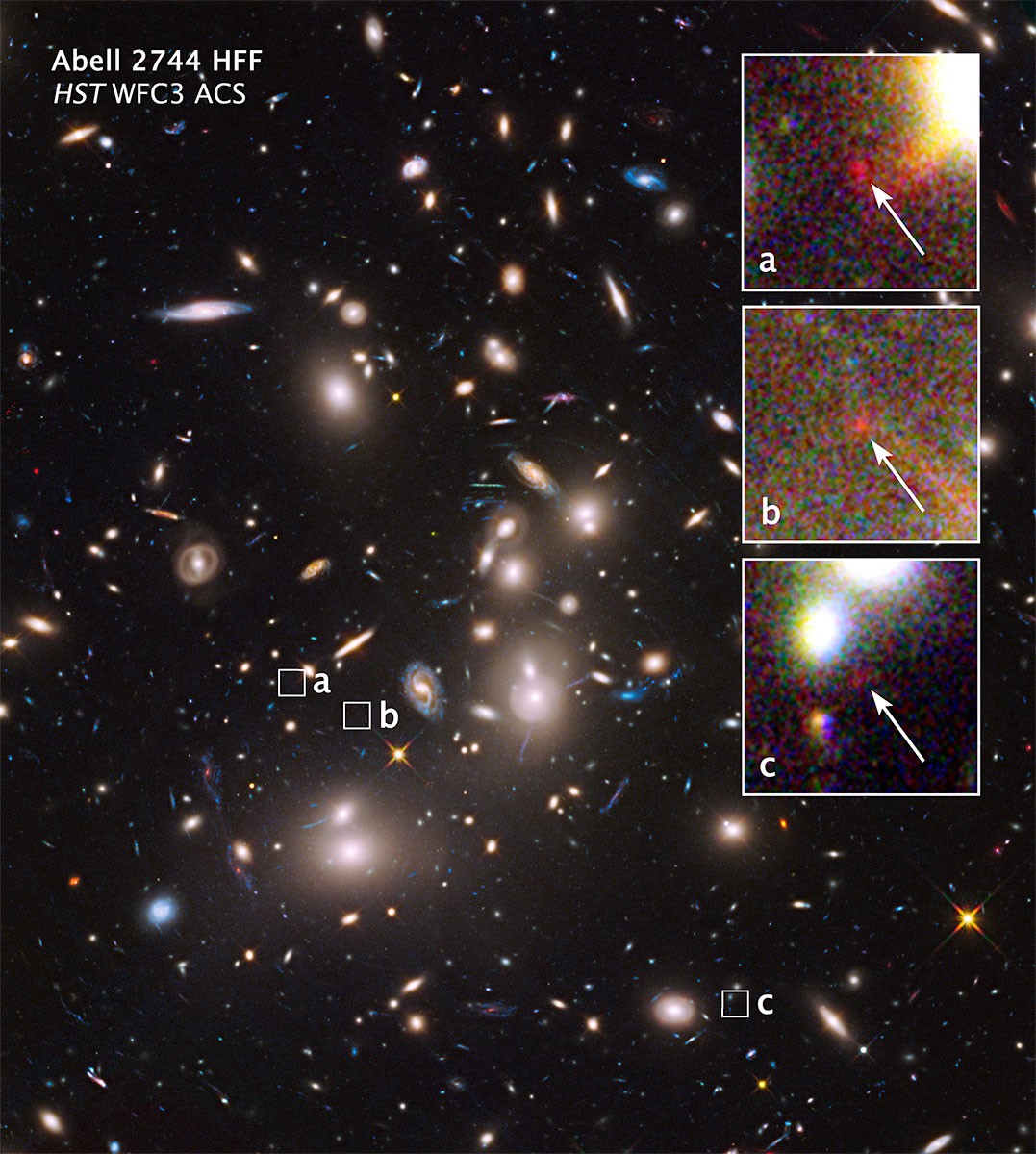
Galaxienhaufen Abell 2744 - extrem weit entfernte Galaxien, die durch Gravitationslinsen sichtbar gemacht werden.